# Teoria arqueològica

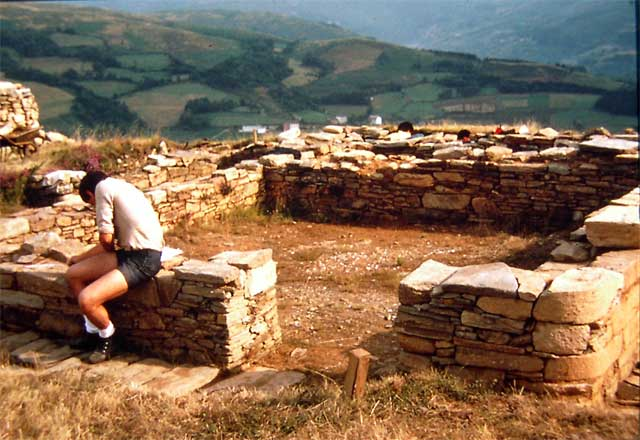
Excavació arqueològica

La teoria arqueològica és el conjunt de marcs intel·lectuals mitjançant els quals els arqueòlegs interpreten les dades arqueològiques. És una branca de la filosofia de l'arqueologia. No hi ha una teoria singular de l'arqueologia, però molts arqueòlegs creuen que la informació ha de ser interpretada de diferents maneres. Al llarg de la història de la disciplina, han sorgit diverses tendències de suport a certes teories arqueològiques i en alguns casos han desaparegut. Les diferents teories arqueològiques difereixen sobre els objectius de la disciplina i com es poden assolir.
Algunes teories arqueològiques, com l'arqueologia processual, defensen que els arqueòlegs són capaços de desenvolupar de manera exacta informació objectiva sobre les societats del passat mitjançant l'aplicació del mètode científic en les seves investigacions, mentre que d'altres, com l'arqueologia postprocessual, ho qüestiona, i afirmen que totes les dades arqueològiques estan contaminades per la interpretació humana i els factors socials, i qualsevol interpretació que es faci sobre les societats del passat és subjectiva.
Altres teories arqueològiques, com l'arqueologia marxista, en lloc d'interpretar l'evidència arqueològica dins d'un marc de com el seu autor creu que la societat funciona i evoluciona, en general creu que la bipolaritat que existeix entre el debat processual i post-processual és una oposició inherent a la producció de coneixement i està d'acord amb una comprensió dialèctica del món. Molts arqueòlegs marxistes creuen que és aquesta polaritat dins de la disciplina antropològica (i totes les disciplines acadèmiques) el que alimenta les preguntes que fa avançar la teoria i el coneixement arqueològic.

## Naixement de l'arqueologia
El naixement de l'arqueologia és anterior al de la disciplina prehistòrica, quan els primers exploradors del passat es van consagrar a l'estudi dels grans monuments de l'antiguitat clàssica, l'antic Egipte i el Pròxim Orient o, si no disposaven de vestigis espectaculars, es van dedicar al col·leccionisme d'antiguitats. Ambdues tendències van contribuir al naixement de l'arqueologia precientífica, al desenvolupament del mètode d'excavació i reconstrucció, al coneixement de l'estratigrafia i a la creació de sistemes de classificació d'artefactes. Per no parlar de la creació d'un corpus gràfic tan valuós com els de David Roberts i Frederick Catherwood, o de la creació dels primers fons museístics. Des de la idea de l'antiquari i de l'historiador de les grans civilitzacions antigues, fins a l'actualitat, hi ha hagut una important evolució.

## Del mite al logos en arqueologia
La veritat és que, durant tota la seva existència, l'ésser humà ha estat conscient que tenia un origen, que havia nascut en algun moment del passat: tots els pobles, primitius o no, tenen tradicions sobre la seva pròpia creació. Curiosament, alguns, com els grecs o els hebreus, veuen en aquesta l'ésser humà com una degeneració d'un model superior, una entitat divina de la qual l'individu seria una pobra imitació decadent o impura. En el cas dels hebreus, existeix una promesa de redempció messiànica, idea que ha passat a la tradició cristiana.

Un exemple oposat, el proposen filòsofs també clàssics que consideren l'humà la mesura de totes les coses (Protàgores), el canvi de mentalitat és propi de la filosofia hel·lenística. Diodor Sícul, admetent l'ésser humà com un animal més, adverteix que, a causa de l'estímul de la necessitat, la societat i el llenguatge, s'alça sobre la resta fins a convertir-se en el rei de la creació, en resum, com l'últim graó del progrés biològic. La mateixa idea és descrita amb una admirable perspicàcia pel poeta romà Lucreci: 
| «                 | «Al principi, els humans vivien com els animals, sense l'arada i sense eines de ferro per a treballar els camps, plantar o talar arbres. Aquests primers humans menjaven només el que el sol i la pluja proporcionaven: mancaven de robes i no construïen habitacles permanents, sinó que vivien en coves i en barraques de branques i fullaraca». | » |
| — De Rerum Natura | |   |

La idea de l'ésser humà com a centre de l'univers es va transmetre, després de molt temps, als filòsofs humanistes:
| «                 | «Tu (que ets per naturalesa un esperit lúcid, bo, immortal, capaç de l'eterna estabilitat, de l'eterna veritat i del bé immens) recorda que, quan abastes la divinitat, veuràs, des del cim, que tu mateix estàs en totes les coses». | » |
| — Marsilio Ficino | |   |

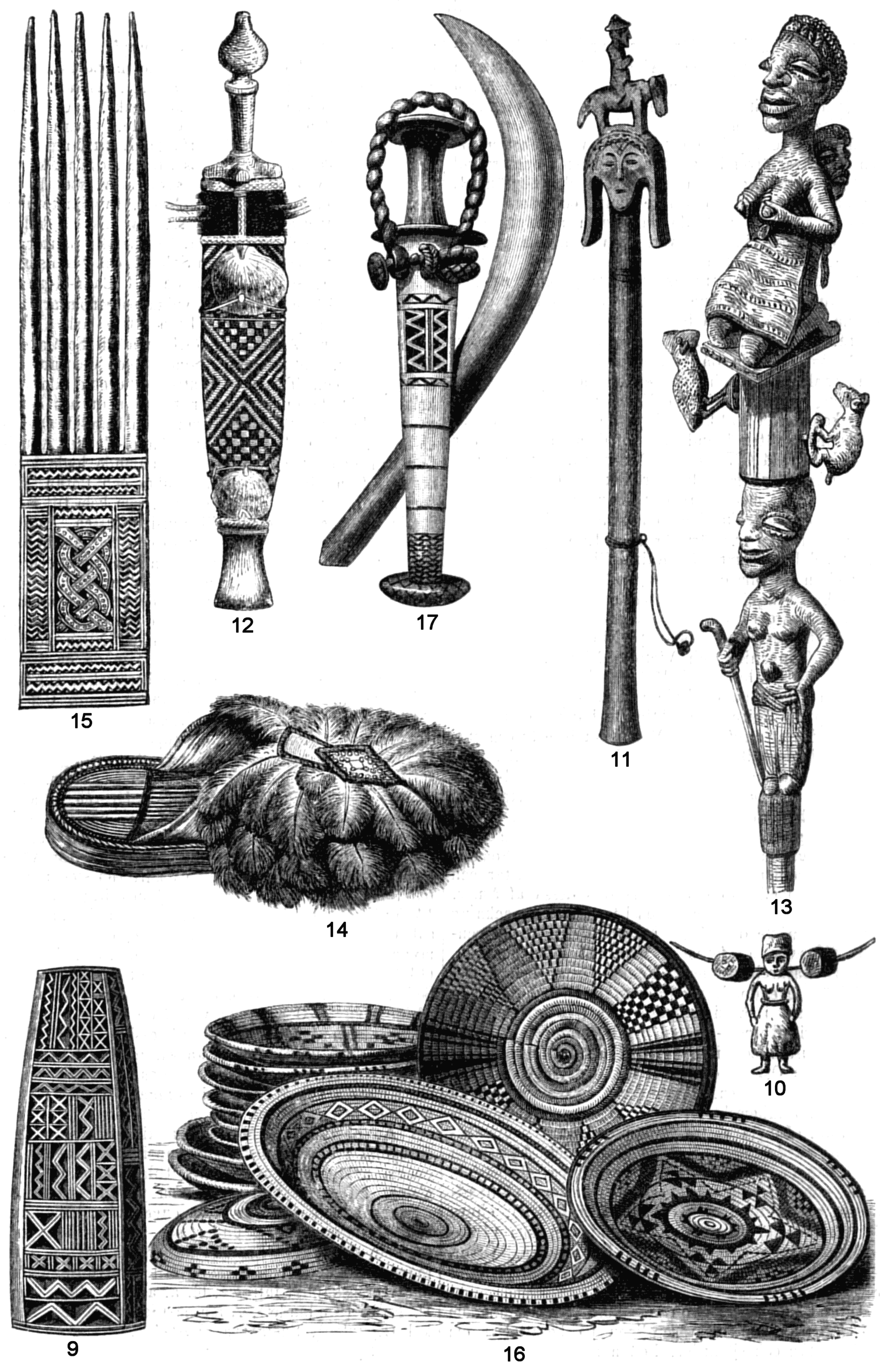
Objectes procedents d'Àfrica

L'humanisme coincideix amb les exploracions portugueses i espanyoles, la colonització europea d'Amèrica i la instal·lació de factories portugueses a Àfrica, que van tenir una conseqüència secundària. Ciriaco Pizzecolli, també conegut com a Ciriaco d'Ancona (Ancona c. 1391 – Cremona c. 1455), fou un viatger i col·leccionista d'antiguitats italià. Va ser dels primers humanistes del Renaixement que va estudiar personalment les restes físiques del món antic, i per tal motiu és recordat com el pare de l'arqueologia. Uns altres exploradors van portar objectes dels pobles que estaven coneixent, i certs estudiosos de seguida s'adonaren que altres objectes, molt semblants, podien trobar-se entre les ruïnes antigues de la mateixa Europa (eines tallades en pedra, armes de coure, joies...). Les cultures recentment descobertes eren considerades primitives, eren menyspreades, però alguns europeus, amb gran amplitud de mires, es van adonar que a Europa, forçosament, va haver-hi una fase pretèrita en la qual la cultura també era primitiva (entre ells, Ulisse Aldrovandi (1522-1605), de la Universitat de Bolonya, que suposava que aquests objectes van ser usats abans que l'ésser humà descobrís el ferro; la seva ment era massa oberta per a l'època, ja que va ser acusat d'heretgia).
El Renaixement també és l'inici de l'activitat arqueològica pròpiament dita, encara que amb un objectiu exclusivament enfocat a la inspiració artística: Filippo Brunelleschi, el famós arquitecte, va ser un dels primers a excavar ruïnes romanes. Miquel Àngel, si no hi va participar, almenys va assistir a les excavacions de les termes de Caracalla, quedant-se atònit davant el conjunt escultòric de Laocoont, que va aparèixer entre els seus enderrocs. El 1550, l'arquitecte Domenico Fontana, quan seguia el tradicional costum d'estudiar velles ruïnes romanes, va descobrir Pompeia; no obstant això, no va prosseguir els seus treballs i la ciutat va tornar a caure en oblit fins al segle xviii.
Pompeia és, intrínsecament, un capítol a part en la història de les excavacions; però, per si mateixos, els treballs empresos allí en els segles xvii i xix no suposen cap avanç ni en el mètode ni en el concepte de l'arqueologia; per això, deixarem els seus excavadors per a un altre article (que estigui més relacionat amb l'cultura clàssica i la història de l'art), inclòs el mitificat Winckelmann.
En efecte, els treballs d'arqueologia clàssica no aportaven res de nou perquè es limitaven a desenterrar grans monuments, però no plantejaven cap problema nou sobre la veritable prehistòria humana. És més, s'adaptaven perfectament a les idees religioses sobre la història de l'ésser humà, i més en el cas del cristianisme, ja que proporcionaven un context a la vida de Jesucrist i els seus deixebles. D'altra banda, aquest tipus d'activitats es va estendre fora d'Europa, despullant les àrees colonitzades dels seus tresors més rics: obeliscs, ceràmiques, frescs, sarcòfags, escultures, fins i tot edificis sencers, van ser usurpats als seus veritables amos per enriquir els fons de grans museus com el Louvre, el British, el Pergamon de Berlín o el Metropolitan de Nova York.
A l'àmbit español, una de les primeres obres en la que es comencen a utilitzar les restes arqueològiques com a font d'informació històrica és Antigüedades célticas de la isla de Menorca de Joan Ramis i Ramis, publicada el 1818 i que constitueix el primer llibre en castellà íntegrament dedicat a la prehistòria.

### L'antiguitat de l'ésser humà
Hom pot atribuir la ruptura amb les idees religioses sobre la creació de l'ésser humà a excepcionals figures del segle xix. Per exemple, Charles Lyell, que havia publicat el 1833 els seus Principles of Geology, explicant amb bastant precisió el procés d'erosió i sedimentació d'estrats i calculant l'edat de la Terra molt per sobre de les idees imperants en la data, a saber, la cronologia bíblica calculada per Ussher i la teoria catastrofista que re-interpretava el Diluvi Universal. Dos segles més tard, el vicerector de la Universitat de Cambridge, John Lightfoot, especificava que això va tenir lloc el 23 d'octubre. El mateix any de la publicació del geòleg britànic, el belga Schmerling havia excavat la cova d'Engis, a la regió de Lieja, demostrant que en el mateix estrat geològic hi havia restes de rinoceronts, mamuts i uns altres fòssils (alguns d'humans, però en molt mal estat) juntament amb útils de sílex. La revelació va ser tan increïble que ni tan sols Lyell li va donar crèdit.

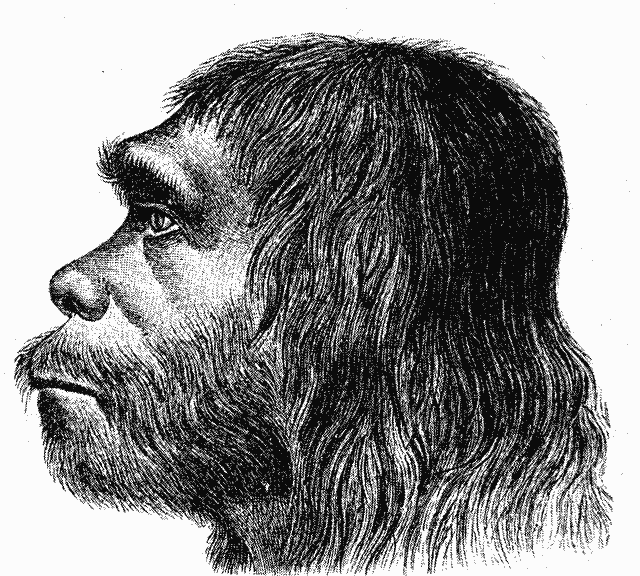
La primera reconstrucció de l'humà de Neandertal el 1888

Quatre anys després, el francès Boucher de Perthes havia trobat destrals de pedrenyal en les terrasses del riu Somme, a més de 20 metres de profunditat i en associació amb fòssils d'elefant i altres animals extingits. Va publicar les seves troballes en diversos llibres, un dels quals va tenir certa repercussió a Londres. Diversos aficionats es van traslladar a Abbeville per visitar la zona i van col·laborar en les excavacions de l'investigador francès; assabentat dels detalls, Lyell claudicà i va arribar a la conclusió que la seva antiguitat era com a mínim de cent mil anys.
Això s'esdevenia el 1848, el mateix any en què es descobria el primer crani de Neandertal a Forbes Quarry, Gibraltar; no obstant això, aquest fet va ser silenciat. Darwin ja havia desenvolupat la seva teoria sobre l'evolució, que no es va atrevir a publicar fins a 1859 en el llibre L'origen de les espècies. En aquells dies, un altre crani oposat a la vall del Neander, a la localitat de Feldhofer, Alemanya, havia sortit a la llum, i aquesta vegada sí que se li va donar publicitat, però es va suposar que era una persona amb greus malformacions. El 1866, noves restes van ser trobades a la cova Trou de la Paulette, Dinant, Bèlgica, i s'assemblaven molt a les troballes d'Engis, Gibraltar i Düsseldorf. Quan, al cap de poc, el 1871, Darwin va publicar L'origen de l'home, en què defensava el nostre desenvolupament biològic des d'un animal similar al mico, ja s'havia arribat a la convicció de l'existència d'una espècie extingida d'humà primitiu, l'humà de Neandertal, anomenat així en honor de la vall del riu proper a Düsseldorf on se'n van trobar les restes més conegudes. La teoria es va corroborar el 1891, quan Eugène Dubois divulgava l'existència, a l'illa de Java, d'ossos d'una espècie més primitiva encara. En considerar-lo meitat humà, meitat mico, el seu descobridor el va batejar com a Pithecanthropus erectus (‘humà-mico que camina alçat’) i, encara que ara se sap que era completament humà, durant molt de temps va ser equiparat a la baula entre la nostra espècie i els primats superiors.

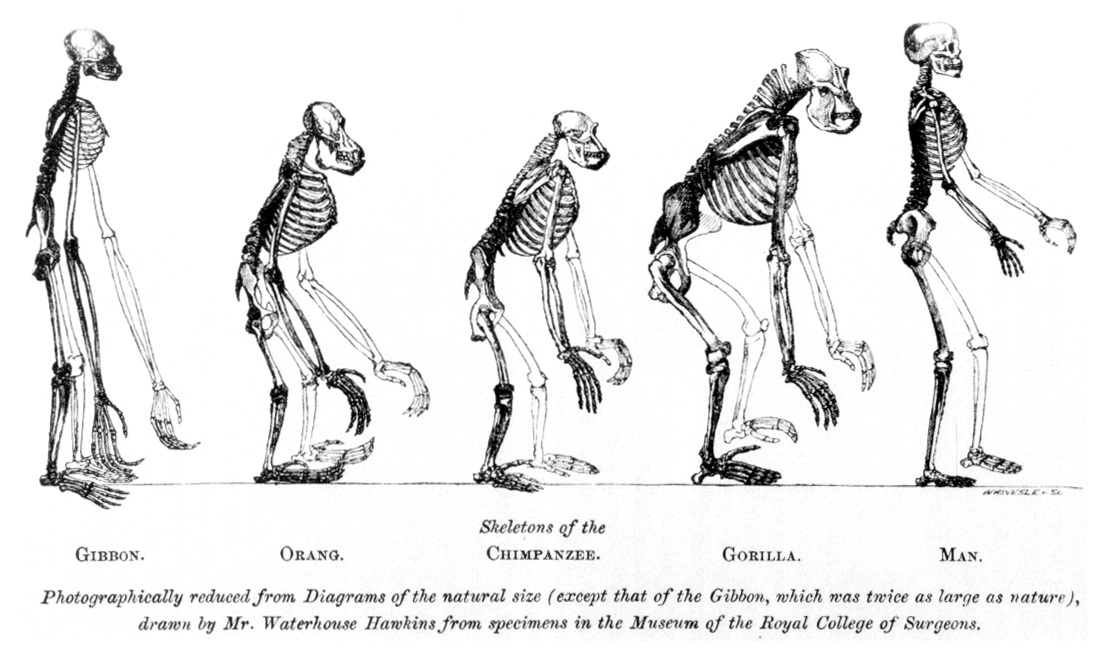
Comparativa de l'anatomia dels primats superiors

En aquesta fase, doncs, es produeix una important ruptura que marcarà l'esdevenidor de la ciència prehistòrica: es reconeix l'enorme antiguitat de l'espècie humana (els historiògrafs solen escollir l'any 1859 com a punt d'inflexió), la qual cosa planteja no pocs dilemes. El més important, potser, és el paper que va cobrant la ciència enfront de la religió. Perquè la lluita de Lyell, Darwin, Schmerling, Boucher de Perthes i d'altres és una lluita entre les creences religioses que ells mateixos tenien i les evidències científiques que ells mateixos comprovaven. Aquesta rivalitat entre ciència i religió no ha de minimitzar-se, perquè es va estendre a tota la societat cultivada de l'època. No es tractava ja d'un problema d'interpretació històrica del passat, era molt més: en molts casos, va ser utilitzada amb la finalitat de demostrar l'imparable progrés de la veritat científica. Era, en resum, una lluita maniquea entre dues suposades veritats absolutes, la religiosa i la científica.
El descobriment de l'humà Sol per Eugène Dubois no va ser un fet aïllat en la història de la paleoantropologia, sinó que està contextualitzat en una sèrie de troballes que, potser en el seu moment no van tenir prou significació, però que, amb el temps, han anat encastellant-se per la seva transcendència. La següent línia del temps, que va des de la recuperació dels ossos de la vall del Neander, el 1856, fins a 1930, pot donar idea del que estem dient: cal destacar la troballa, el 1924 del primer australopithecus per Raymond Dart, el Nen de Taung (a Sud-àfrica), un homínid prehumà d'extraordinària antiguitat, que, com el cas de l'humà del Neandertal, no va ser assimilat per la comunitat científica fins a algun temps després.

### Cultures i tipus (neix l'evolucionisme)
Durant molt de temps, l'arqueologia va avançar només per addicció o per les millores en les tècniques del treball de camp o de laboratori, però sense plantejaments científics honests. D'aquí va sorgir el vell adagi: «Els arqueòlegs de camp excaven les escombraries, els arqueòlegs de laboratori escriuen escombraries» (Paul Bahn). Efectivament, els especialistes en arqueologia i prehistòria es confonien perquè cap de les dues disciplines havia estat definida, excepte en els aspectes pràctics. No hi havia un quadre filosòfic clar, s'excavava, sovint, com un altre mitjà d'explotació colonial, o s'anteposava el prestigi personal de l'arqueòleg a la protecció del jaciment; es buscaven tresors i es menyspreava el quotidià.

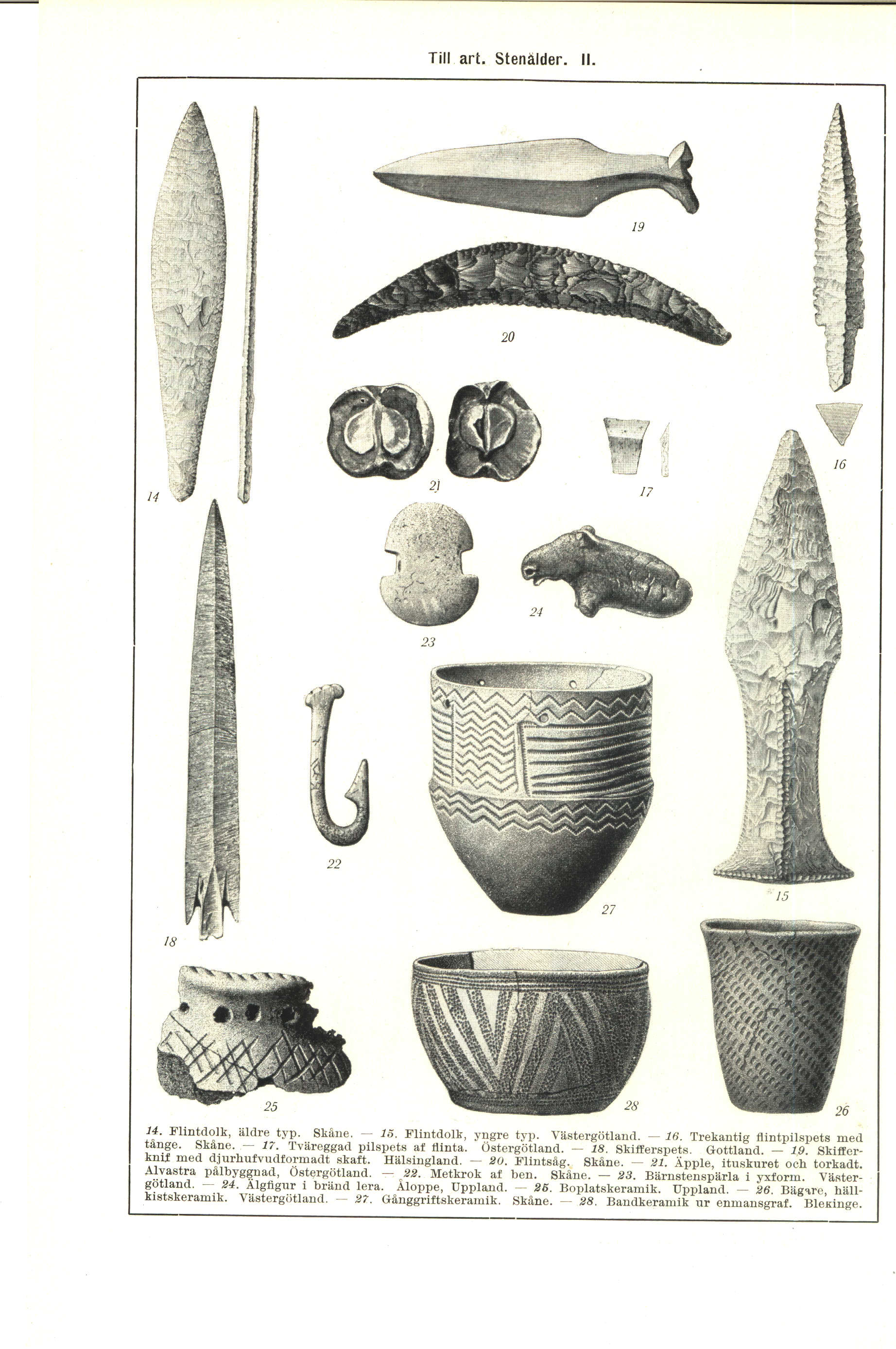
Primeres eines conegudes a Europa

Això sí, amb la detallada definició dels artefactes arqueològics van néixer els tipus arqueològics; per mitjà de les seves similituds i diferències, l'arqueologia tradicional va aprendre a crear els primers models abstractes, els tipus i les cultures. Els tipus, per les seves relacions, la seva idiosincràsia, la seva absència o presència, el seu estil..., servien per a establir grups humans, és a dir, cultures. Es va anar molt més enllà, prenent un préstec de la paleontologia, es va desenvolupar el concepte de fòssil guia, un tipus d'artefacte arqueològic que distingiria la idiosincràsia d'una cultura enfront d'unes altres, de manera que la seva presència permet distingir-les fàcilment. Les cultures es vinculaven a un temps i a un lloc, eren manifestacions equivalents als tipus, però aplicables a pobles amb trets peculiars, diferenciables que, generalment, s'equiparaven a ètnies. D'aquesta manera, la cultura arqueològica va esdevenir el mateix que la cultura material. No obstant això, s'entenien els canvis d'una manera simplista, un determinisme lineal teleològic: les lleis humanes conduïen indefectiblement al progrés. I el paradigma del progrés era Europa. D'una manera o altra, els arqueòlegs havien trobat la justificació de l'origen de la seva cultura, de la seva suposada superioritat sobre la resta del món, especialment, la burgesia que, paradoxalment, recorria a les tradicions del passat per explicar el seu ascens social i per justificar les seves activitats com un benefici per a la humanitat. És el que es va anomenar teoria genealògica. Van ser pioners en aquest terreny els danesos Thomsen i Worsaae, creadors de la idea de les tres edats de la prehistòria (edat de pedra, edat de bronze i edat de ferro), completada per Lubbock (paleolític i Neolític). Tot això ocorria a mitjan segle xix (l'època de les grans revolucions burgeses); al mateix temps que Darwin, Lyell, Perthes i els descobridors de l'humà de Neandertal lliuraven les seves respectives batalles. Sens dubte, van ser unes dècades prodigioses, no tant per a l'avanç científic, sinó per al canvi de mentalitat cap a la prehistòria; però també tristos, perquè es va demostrar que la ciència no era innòcua i podia ser manipulada amb finalitats espúries.
Poc després, l'anglès Pitt Rivers va desenvolupar la idea que tot el material arqueològic podia ordenar-se segons les seqüències tipològiques. Afortunadament, Pitt Rivers es va extremar en la seva tasca, incloent en les seves tipologies no sols objectes rars o valuosos, sinó també exemplars ordinaris i quotidians. Altres assoliments d'aquest insigne investigador de túmuls i poblats britànics és que les seves excavacions eren exemplars: portava un diari, realitzava plànols i perfils, dibuixos detallats i reconstruccions. Pot dir-se que Pitt Rivers va transformar l'ofici d'antiquari en el d'arqueòleg i influiria decisivament en el desenvolupament d'un mètode científic d'excavació.

### Ex Oriente lux(neix el difusionisme)

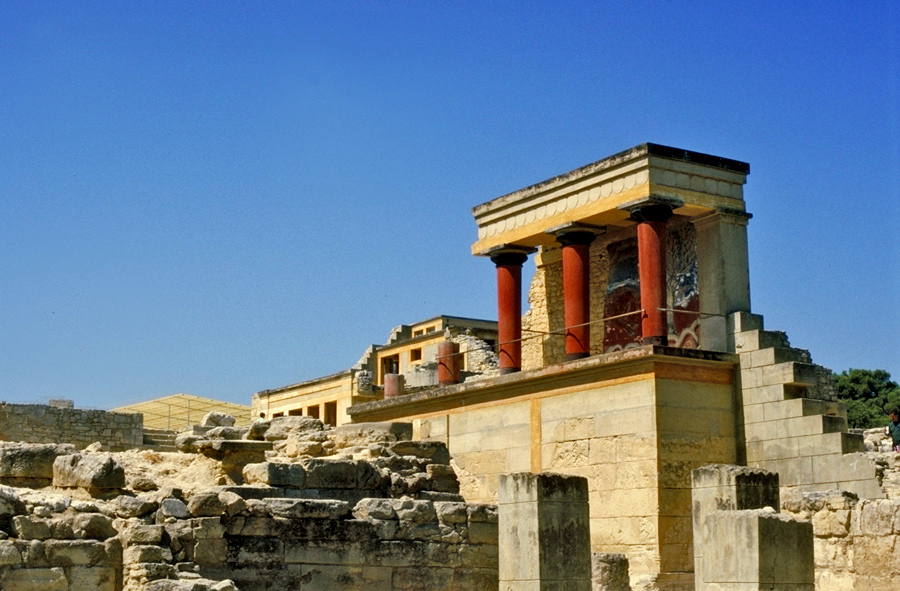
Palau de Cnossos, a Creta, excavat i reconstruït per Arthur Evans a partir de l'any 1900

L'arqueologia tradicional va néixer en el marc d'una Europa colonialista, la qual cosa va condicionar la seva forma d'interpretar els aspectes culturals. Els europeus de seguida van assignar a certs punts geogràfics el paper de nuclis culturals difusors dels quals partien totes les grans innovacions. És el que es diu difusionisme. El difusionisme es va aplicar sobretot a moments posteriors al Neolític; aquest i altres innovacions posteriors es van propagar pel món des d'allí (l'agricultura, la ramaderia, l'escriptura, la roda, l'estat, etc.), incloent els megàlits, que serien pobres imitacions de les piràmides egípcies. El difusionisme va arribar a extrems propis de les ciències ocultes, o de les pseudociència, les quals han alimentat durant dècades.
La fascinació per Orient, esperonada pels descobriments de Schliemann a Troia (1870) i a Micenes (1876), fa que l'arqueologia occidental tingui una cambra de segle admirable en terres d'Orient Mitjà: l'any 1900 sir Arthur Evans començava a excavar a Cnossos, desvetllant la civilització minoica; el 1903, en un treball ímprobe de seriació, Flinders Petrie ordenava cronològicament milers de tombes egípcies de Naqada, Hu i Abidos, obtenint la primera seqüència de faraons de les dues primeres dinasties de l'antic Egipte.
El 1904, simultàniament, Ernesto Schiaparelli descobria la tomba de Nefertari i Pumpelly i Shmidt descobrien els kurgans escites de les estepes del Turquestan a Annau; el 1906 Winckler excavava Hattusas, la capital dels hitites; Angkor, l'antiga capital de l'Imperi khmer, comença a ser estudiada per arqueòlegs francesos el 1907; el 1918 Thomson i Hall excavaven Eridu; el 1921 Anderson havia descobert Yangshao Tsum, al mateix temps que Sahni treballava a Harappa i Banerji a Mohenjo-Daro que, amb la contribució de Marshall el 1923, adquirien carta d'identitat com a bressol de la civilització de l'Indus. Aquest mateix any l'Illustrated London News anunciava que lord Carnarvon i Howard Carter havien entrat en la tomba intacta del faraó Tutankamon. Fins a aquest mateix any, en què concloïa el protectorat britànic sobre Egipte, la meitat de l'excavat s'ho quedava l'estat egipci i l'altra meitat els arqueòlegs; no obstant això, no va ocórrer més i les peces de la fastuosa tomba van quedar al seu país d'origen. En fi, aquest període es tanca amb Leonard Woolley excavant les tombes reials d'Ur el 1926.

L'estendard d'Ur: la cara de la guerra. Descobert per Leonard Woolley en els anys 1920, es troba actualment al Museu Britànic de Londres

No és estranya aquesta desmesurada obsessió dels arqueòlegs pel difusionisme. No obstant això, el difusionisme sembla una mera anècdota a causa de la falta de base epistemològica de l'arqueologia tradicional. Els grans descobriments se succeïen, però no existia cap intenció ni desig per desenvolupar un corpus científic que sustentés tots aquests avanços. Fins i tot quan aquesta mentalitat va canviar, l'investigador es limitava a acumular dades (això sí, considerant-ne tots els detalls), a classificar-los, a ordenar-los cronològicament i a desenvolupar especulacions històriques fora del marc científic, sense formular hipòtesis (per descomptat sense contrastar-les), sense generar conceptes clars, sense generalitzar, sense buscar lleis científiques. Era comú que prevalgués l'estrellat d'alguns investigadors, o d'alguns jaciments, en detriment de la humilitat davant la incapacitat científica o de la salvaguarda del patrimoni. Però va suposar, almenys, l'intent de crear un segon paradigma en aquesta disciplina, el difusionisme arqueològic.

#### Difusionisme contra evolucionisme

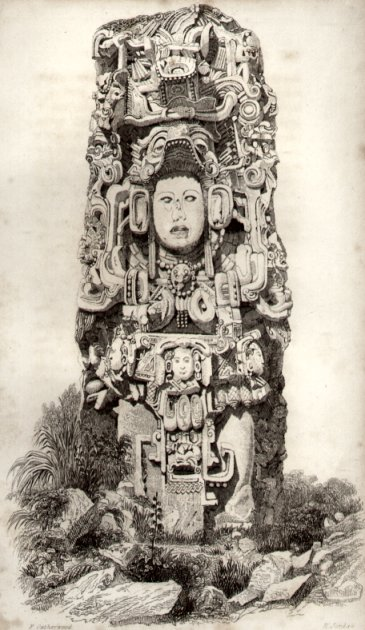
Estela de Copan, per Frederick Catherwood

Mentre els descobriments a Orient semblaven indicar que tota civilització tenia un origen comú, a mitjan segle xix certs arqueòlegs estatunidencs van començar a contradir amb fets aquestes idees. Per exemple Benjamin Norman, seguit per John Lloyd Stephens i Frederick Catherwood, van donar a conèixer les ruïnes de Chichén Itzá el 1839 i d'altres ciutats del Yucatán el 1840. Des de llavors va començar un espoli vergonyós la culminació del qual seria l'adquisició dels terrenys (per 75 dòlars) per part d'Edward Herbert Thompson el 1901, el qual es va dedicar a saquejar el seu patrimoni fins que el govern mexicà va poder evitar-ho, atorgant el 1924 l'excavació de la ciutat arqueològica a la direcció de Sylvanus Morley de la Universitat Harvard. Poc després, el 1939, es fundava l'Institut Nacional d'Antropologia i Història (INAH), amb l'objecte de preservar i promoure el patrimoni històric i paleontològic de Mèxic.
Les exploracions es van estendre cap als Andes, gràcies en gran part a la labor del peruà Julio César Tello que, a principis del segle xx, va donar a conèixer, entre d'altres, la cultura Paracas i la cultura chavín, i va reivindicar l'envergadura cultural per les cultures andines equivalent a les mesoamericanes. Encara que destaqui pel seu caràcter més novel·lístic que científic, és ressenyable el descobriment de Machu Picchu per Hiram Bingham el 1911.
Des que John Lloyd Stephens va donar a conèixer els seus descobriments en el Yucatán l'any 1841 (Incidents in Central America, Chiapas and Yucatan), fins que Julio César Tello va difondre les primeres dades sobre el jaciment arqueològic de Chavín de Huántar el 1919, van tenir lloc altres troballes rellevants: com les de Cyrus Thomas als monticles de la vall d'Ohio el 1887. El 1908 va ser descobert l'anomenat pou de les Ossades per George McJunkin, a Folsom (Nou Mèxic). Teoberto Maler divulgava les seves troballes sobre Yaxchilán el 1903 i, més tard, altres restes de la cultura maia. El 1906, el jaciment anasazi de Mesa Verde va ser declarat parc nacional dels Estats Units i, a l'any següent, tot el Chaco de Nou Mèxic es va convertir en monument nacional. El 1916, Sylvanus Morley va descobrir el primer calendari maia a Uaxactún (Guatemala). Llavors, es va plantejar el problema de l'origen d'una sèrie de civilitzacions, com les americanes, que van néixer sense relació amb les de la resta del món, aïllades i que, malgrat això, van aconseguir nivells culturals equivalents. La conseqüència més immediata va ser que les teories de l'evolucionisme autòcton van marcar una mica el difusionisme. Però, mentre que, per a uns, aquest difusionisme era pur i mer determinisme quasi biològic, uns altres simplement veien un paral·lelisme no determinista, encara que sí, en part causalista multilineal, ramificat, arborescent i compatible amb la idea dels préstecs culturals.
Amb el temps, certes zones del continent americà es van demostrar especialment actives, especialment creatives, per la qual cosa el difusionisme va acabar calant també, encara que per poc de temps, a Amèrica, sota el guiatge de Clark Wissler (1870-1947). No obstant això, el difusionisme americà és molt més moderat que el del vell continent.

## L'arqueologia cultural historicista
Al mateix temps que en l'Extrem Orient es donava aquesta orgia arqueològica i a Amèrica s'adonaven del seu potencial, a Europa occidental es donaven passos decisius per al desenvolupament de l'arqueologia prehistòrica. A França es va lliurar la «batalla» de l'estratigrafia per determinar la seqüència del Paleolític. Poc abans de morir, el 1898, Gabriel de Mortillet havia establert la successió cultural en les fases següents: acheulià, musterià, solutrià i magdalenià. Sobre aquesta base, excavant innombrables coves, Henri Breuil va refondre progressivament el quadre general del Paleolític, donant-lo per bo el 1932: a les cultures assenyalades per Mortillet va afegir un abbevil·lià, previ a l'acheulià; també va establir uns nivells anteriors al solutrià, que va denominar aurinyacià. Poc després Denis Peyrony, rival de Breuil, va enriquir la seqüència amb el châtelperronià i el gravetià (tots dos sorgits de la divisió del perigordià). Prèviament, els geòlegs Brückner i Penck, estudiant els dipòsits del Danubi, van establir el 1903 l'existència de quatre glaciacions quaternàries que van batejar amb noms d'afluents d'aquest gran riu: Gunz, Mindel, Riss i Würm (Breuil es va apressar a correlacionar les cultures amb les quatre glaciacions).

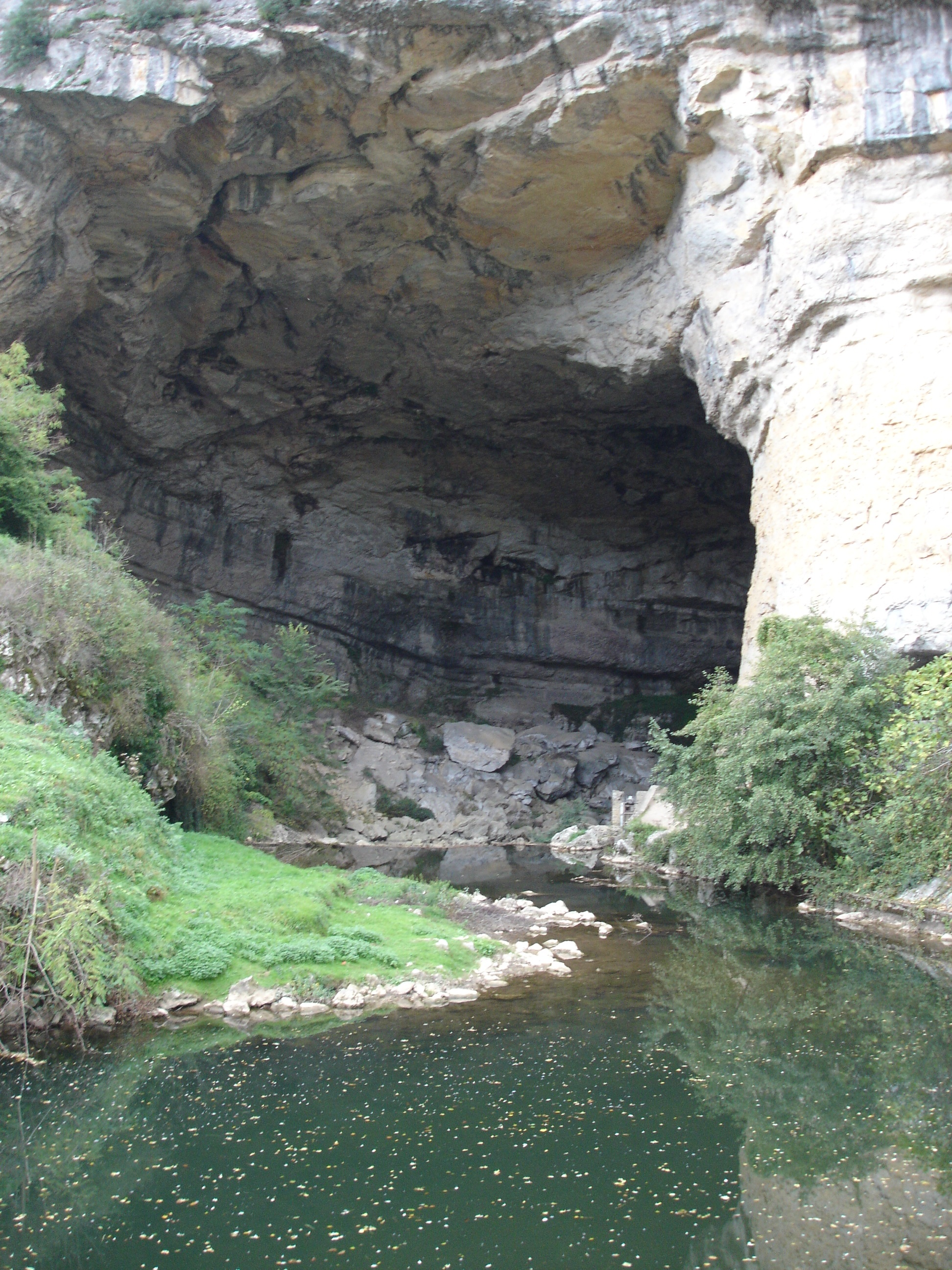
Cova de Lo Mas d'Asilh, epònim de l'azilià
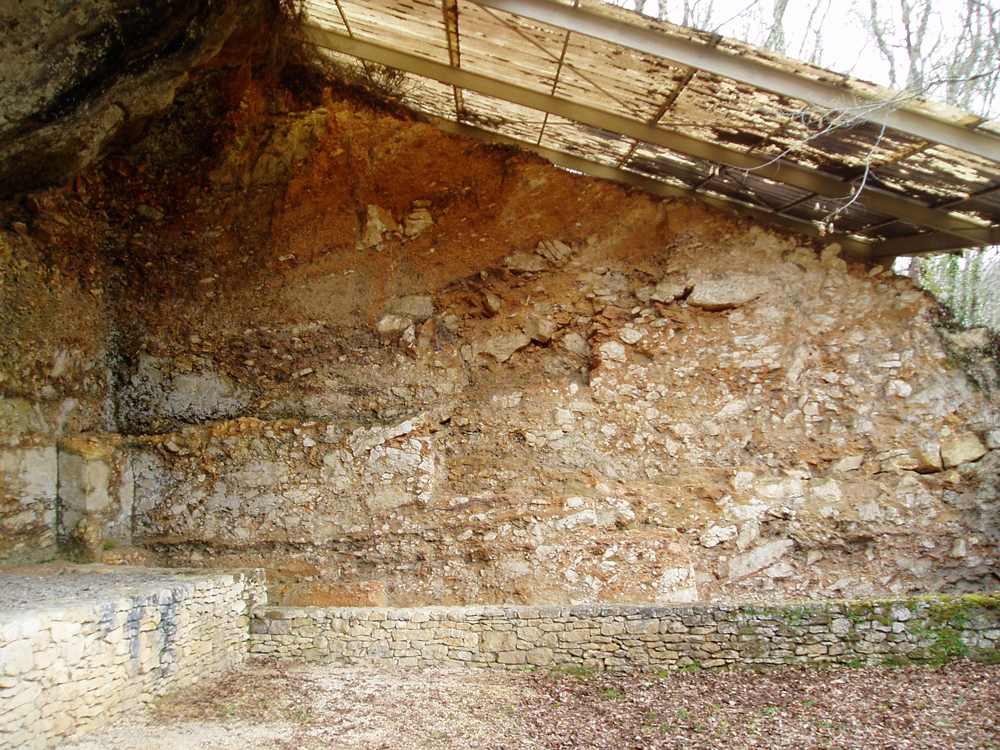
La Ferrassie dona nom a una fàcies mosteriana
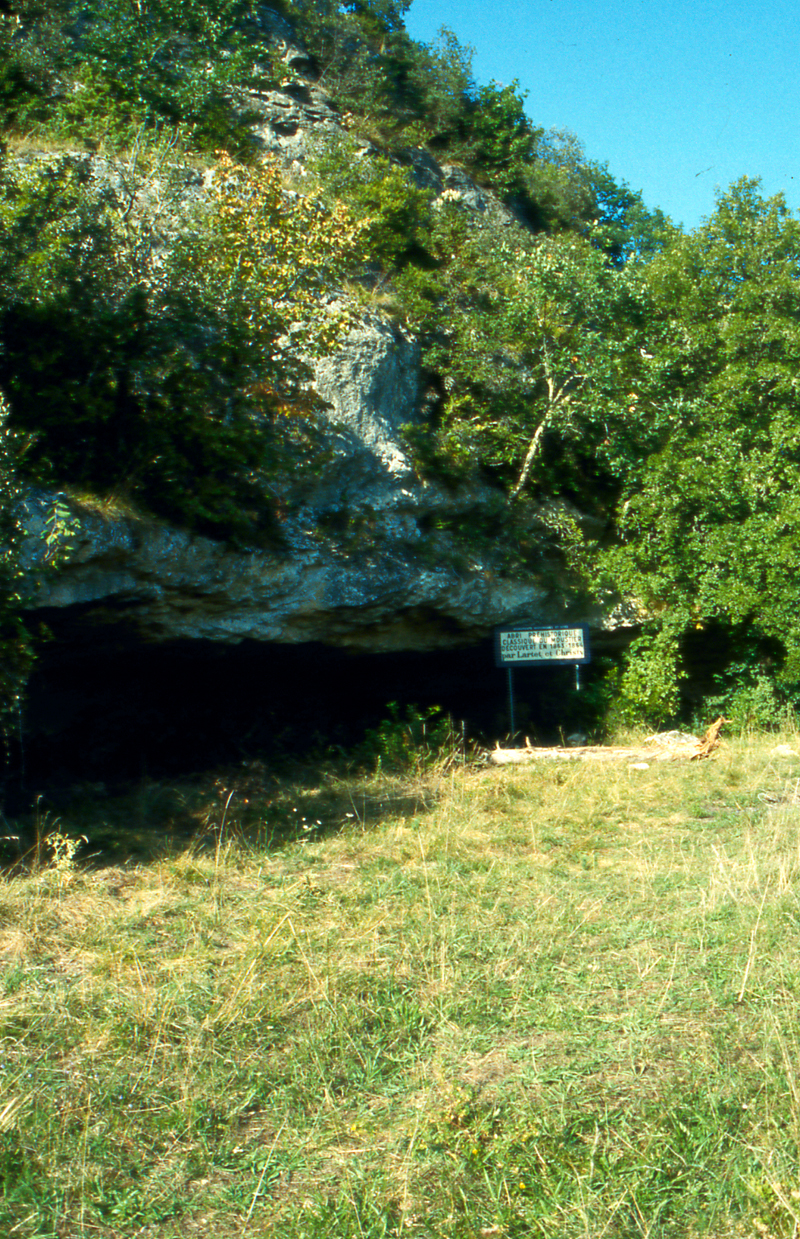
Cova de Lo Mostièr, epònim del mosterià
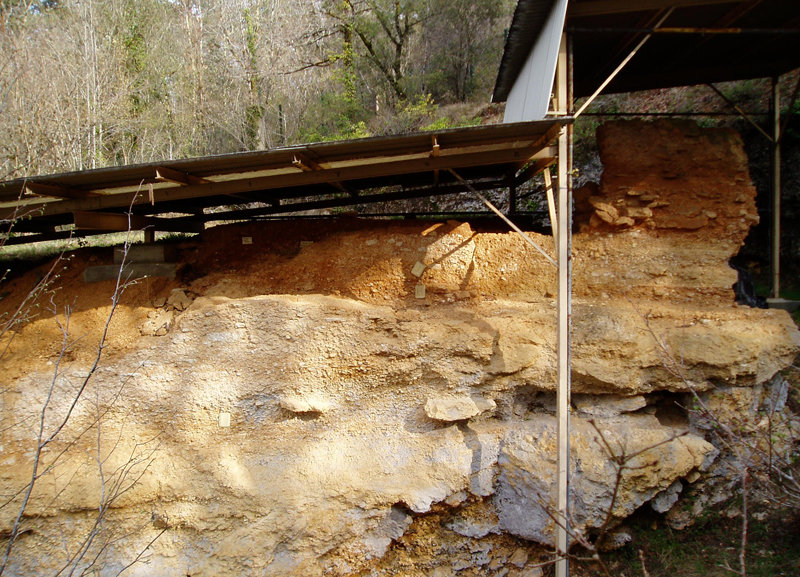
La Micòca, que dona nom al micoquià

Totes aquestes aportacions sorgeixen d'una metodologia merament estratigràfica, però de vegades els mancava deontologia. Molts jaciments van ser literalment buidats en una boja carrera per ser el primer a establir-ne la seqüència. Breuil i Peyrony són l'exemple més dramàtic del sacrifici de tones d'estrats llançats a les graveres, sense un moment de respir per meditar. Era com un xoc de trens en el qual va semblar vèncer Breuil, ja que les seves teories van prevaler, però, en realitat, tots sortim perdent, perquè la quantitat d'informació que es va perdre mai podrà ser substituïda.
| «                                          | «Això explica per què el que se sap dels més grans jaciments paleolítics cap en algunes curtes pàgines, excepció feta del sílex. Fins i tot per al sílex pot discutir-se fins a l'infinit sobre les veritables divisions dels períodes, com si Carlemany, Jules Ferry i Ciceró fossin objecte de discussions quant al seu ordre cronològic» | » |
| — André Leroi Gourhan, op. cit. pàgina 151 | |   |

Recentment, un arqueòleg danès va definir aquesta ànsia per excavar per veure què passa com una malaltia que atacava certs científics, la va anomenar la ràbia de l'arqueòleg.
| «           | «Els símptomes de la qual consisteixen en una inevitable tendència a destruir la major extensió possible del jaciment que s'excava, per obtenir el màxim d'informació i en el sagrat nom de la ciència arqueològica» | » |
| — pàgina 62 | |   |

Aquesta era la trista realitat que va envoltar als avui famosos arqueòlegs francesos de principis del segle xx. Per a ells, la prehistòria no arribava més enllà de ser una mescla de paleontologia i història de les cultures. Cert que es va crear un cos enorme i coherent de coneixements, però la prehistòria tenia una exigència molt superior. Per això, pel cap alt a què es va arribar va ser a una successió lineal de cultures, unes rere les altres, dividint-se com branques d'un arbre, caminant indefectiblement cap al progrés. La descripció i la recerca de similituds entre grups tipològics és molt important per a l'arqueologia cultural, d'aquí l'interès en la taxonomia. La veritat és que la major part de les innovacions tècniques de l'arqueologia (sobretot la prehistòrica) procedeixen de l'escola historicista. No sols parlem de la recopilació d'un impressionant registre, també dels procediments de treball. Però aquest paradigma tradicional renunciava, generalment, a la inferència i a la generalització, per la qual cosa els seus assoliments són, gairebé tots, descriptius, això és, de molt baix nivell epistemològic; com a màxim s'aconsegueix un nivell epistemològic mitjà, però mai el més elevat. El resultat és una sèrie de conclusions estructurades de manera similar a la dels historiadors: són empíriques, narratives i ideogràfiques, és a dir, sense possibilitat de verificació científica.
Però el 1925 esdevingué un fet tan crucial com qualsevol descobriment arqueològic, l'australià Vere Gordon Childe editava Dawn of the european civilization, que, en paraules de Glyn Daniel és «no sols un llibre d'una incomparable erudició arqueològica, sinó també un nou punt d'arrencada per a l'arqueologia prehistòrica». Hi desenvolupa les seves teories sobre l'impacte indoeuropeu en l'origen de la civilització occidental. Malgrat les seves tendències marxistes, el tema va resultar molt delicat, si es té en compte la seva coincidència amb l'ascens del feixisme. En qualsevol cas, Childe va realitzar una anàlisi multidisciplinària de gabinet (de fet, no era especialment destacable com a arqueòleg de camp) del problema indoeuropeu, analitzant la lingüística, els moviments migratoris, les invasions, etc. Va repetir les seves estratègies multidisciplinàries sobre el Neolític, més desenvolupades en el camp teòric que en el pràctic, i fou el creador de l'expressió revolució neolítica, com a contraposició a la Revolució industrial. Childe mai va renegar del difusionisme, però sense arribar a conclusions llunàtiques com les que hem exemplificat, és el que s'ha anomenat difusionisme modificat. De fet, en explicar els canvis en les societats antigues, Childe assumia la influència d'altres cultures. Els grans canvis, tals com la revolució neolítica, els va atribuir a algun focus d'irradiació.

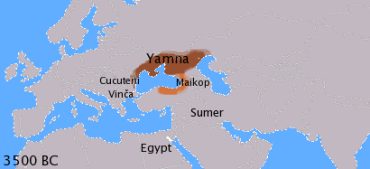
Protoindoeuropeus en el mil·lenni IV aC
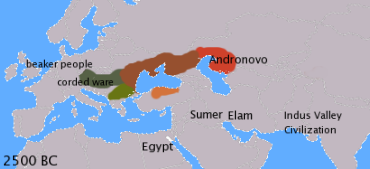
Indoeuropeus en el mil·lenni III aC
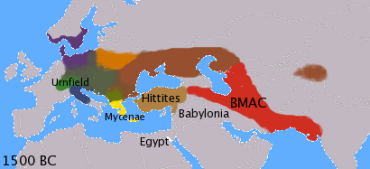
Indoeuropeus en el mil·lenni II aC
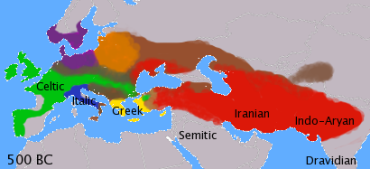
Indoeuropeus en el mil·lenni I aC

A partir d'ara, ja no es parlaria d'una simple successió de cultures: el model va canviar, les branques de l'arbre no creixien independents, es barrejaven unes amb unes altres, s'entrellaçaven, es retorçaven i anaven cap enrere de vegades. Es va produir la renovació teòrica del que s'ha anomenat arqueologia cultural historicista: els arqueòlegs van comprendre que les cultures s'influïen mútuament, però també que competien i se solapaven; i que certs «estils» en els tipus d'artefactes eren una demostració d'enllaços socioculturals, migracions, invasions o processos de difusió cultural. Com diria Matthew Johnson, ja no sols es tractava de crear una successió de cultures col·locades unes sobre unes altres, substituint-se sense relació aparent entre si, com en una torre o, millor, com en l'horari d'una agenda; a partir d'ara, també calia dibuixar mapes plens de taques amb sagetes que anaven d'aquí cap enllà. Encara que Johnson no porta el símil fins a les seves últimes conseqüències, els arqueòlegs semblarien caps d'estació organitzant horaris i itineraris, però no de trens, sinó de cultures prehistòriques, ignorant per complet els passatgers, els individus.

### Arqueologia tecnològica
Mancant avanços epistemològics, l'arqueologia tradicional renunciava a indagar aspectes psicològics i socials de les cultures que estudiava, reconeixent que de fer-ho s'incorreria en una especulació vana. Però després de la Segona Guerra Mundial, van poder afavorir-se i reforçar el seu treball amb l'ajuda de nombrosos avanços tècnics susceptibles de ser aplicats en arqueologia: la sedimentologia desenvolupada per Wadell des de 1932; també era coneguda des dels anys 30, la datació per dendrocronologia desenvolupada per Andrew Ellicott Douglass i la palinologia, introduïda en les excavacions pels anglesos Hyde i Williams el 1944. La prospecció aèria es desenvolupa en els 50 gràcies a la labor del francès Roger Agache i l'anglès Osbert G. S. Crawford. La datació per ¹⁴C va ser desenvolupada per William Libby entre 1945 i 1949; el refinament del sistema d'excavació quadricular per coordenades cartesianes i seguint els estrats naturals, per part de Mortimer Wheeler el 1954, les aportacions en la cronologia del Quaternari (geomorfologia quaternarista), el descobriment de la cronologia isostàtica per a les platges fòssils; els descobriments paleoantropològics de Louis Leakey des de finals dels 50; el desenvolupament de la tipologia lítica per François Bordes, la introducció de càlculs matemàtics senzills. L'aplicació dels estudis de microfauna per Xevtxenko i el primer estudi integral del medi ambient a Star Carr (Anglaterra) per l'arqueòleg Grahame Clark, ambdós en els anys 50... En general, l'arqueologia prehistòrica va desenvolupar una sèrie de procediments pràctics recolzats en els descobriments d'altres ciències més avançades, gairebé totes procedents del camp de les ciències naturals o, fins i tot, de l'enginyeria.
| «                           | «En la segona meitat del segle xx, es pot veure una regressió molt clara de les excavacions "salvatges" empreses sense finalitats precises, simplement perquè es troba "apassionant" (és el terme que sempre s'usa referent a això!) desenterrar tal o qual vestigi del passat» | » |
| — Laet, op. cit. página 244 | |   |

No obstant això, encara avui es veuen exemples de l'intent de buidatge total de jaciments pel mer fet de prestigiar determinada regió, universitat o equip investigador. Encara cal recordar que l'arqueòleg, el prehistoriador, no és un excavador, és un investigador, i el seu objectiu primordial és la protecció d'un patrimoni arqueològic que no li pertany. L'excavació ha de ser l'últim recurs, el principal, però no el primer:
| «                                          | «El que suposa un veritable crim per a la ciència és l'explotació desconsiderada de jaciments no amenaçats, com són les coves, i l'absència d'una protecció absoluta sobre tot el que reposa a la terra» | » |
| — André Leroi-Gourhan, op. cit. pàgina 149 | |   |

## Les tendències actuals
Actualment l'historicisme cultural sobreviu en moltes zones del globus, si bé matisat i influït per la renovació constant de la teoria arqueològica. Avui dia, aquest paradigma ja s'atreveix a realitzar inferències sobre estructures econòmiques en els períodes més antics de la prehistòria i, a mesura que aquesta avança, ja s'inclouen també deduccions socials i, fins i tot, espirituals, encara que, en aquest àmbit, com diria Gabriel Camps, «campa l'especulació». L'èmfasi principal dels moderns seguidors d'aquest paradigma és l'establiment d'una cronologia precisa, concentrar-se en la minuciositat del treball de camp (l'excavació, la tipologia, la tecnologia, les dades empíriques amb una impressionant gamma de ciències auxiliars). Igualment, en l'àmbit de l'antropologia física, se centren en descripcions precises de cada mesura o cada coeficient ossi, fugint de les generalitzacions, la qual cosa condueix a la multiplicació de les subespècies humanes perfectament situades cronològicament i cultural, però mal relacionades genèticament.
A partir dels anys 60, el panorama va començar a canviar, apareixent més enfocaments científics, molts dels quals tenien pretensions nomotètiques que, mal o ben enfocades, van beneficiar i van enriquir les perspectives epistemològiques de l'arqueologia i la prehistòria. La prova radica que ja hi ha, per fi, manuals universitaris que no es limiten a explicar la mecànica del treball arqueològic, o la simple successió de cultures, atrevint-se a enfrontar-se als problemes d'interpretació teòrica dels resultats. El desenvolupament de la teoria arqueològica ha implicat la impossibilitat d'abastar totes les tendències, sent unes clarament majoritàries (archaeological mainstreams) i unes altres molt localitzades (archaeological minorities), la qual cosa no els lleva valor epistemològic, però sí que en dificulta l'accés.

### La nova arqueologia anglosaxona
L'arqueologia processual, també anomenada analítica o nova arqueologia neix en l'àmbit anglosaxó en els anys 60, encara que té precedents. El seu màxim exponent és l'estatunidenc Lewis Binford seguit del britànic David L. Clarke i, ja en les últimes dècades del segle xx, Colin Renfrew; la seva extensió és àmplia: Estats Units, Regne Unit, Austràlia, Holanda, països escandinaus... L'arqueologia processual es manifesta obertament en contra de l'historicisme arqueològic per la seva falta d'inquietud científica i per la manca d'un enfocament o paradigma explícit. De fet, l'arqueologia processual defensa l'aplicació del mètode científic, de vegades d'una manera molt rígida, propi de les ciències naturals i té una enorme influència de l'antropologia social i dels plantejaments de la filosofia analítica, tant anglosaxona com de l'escola de Viena.

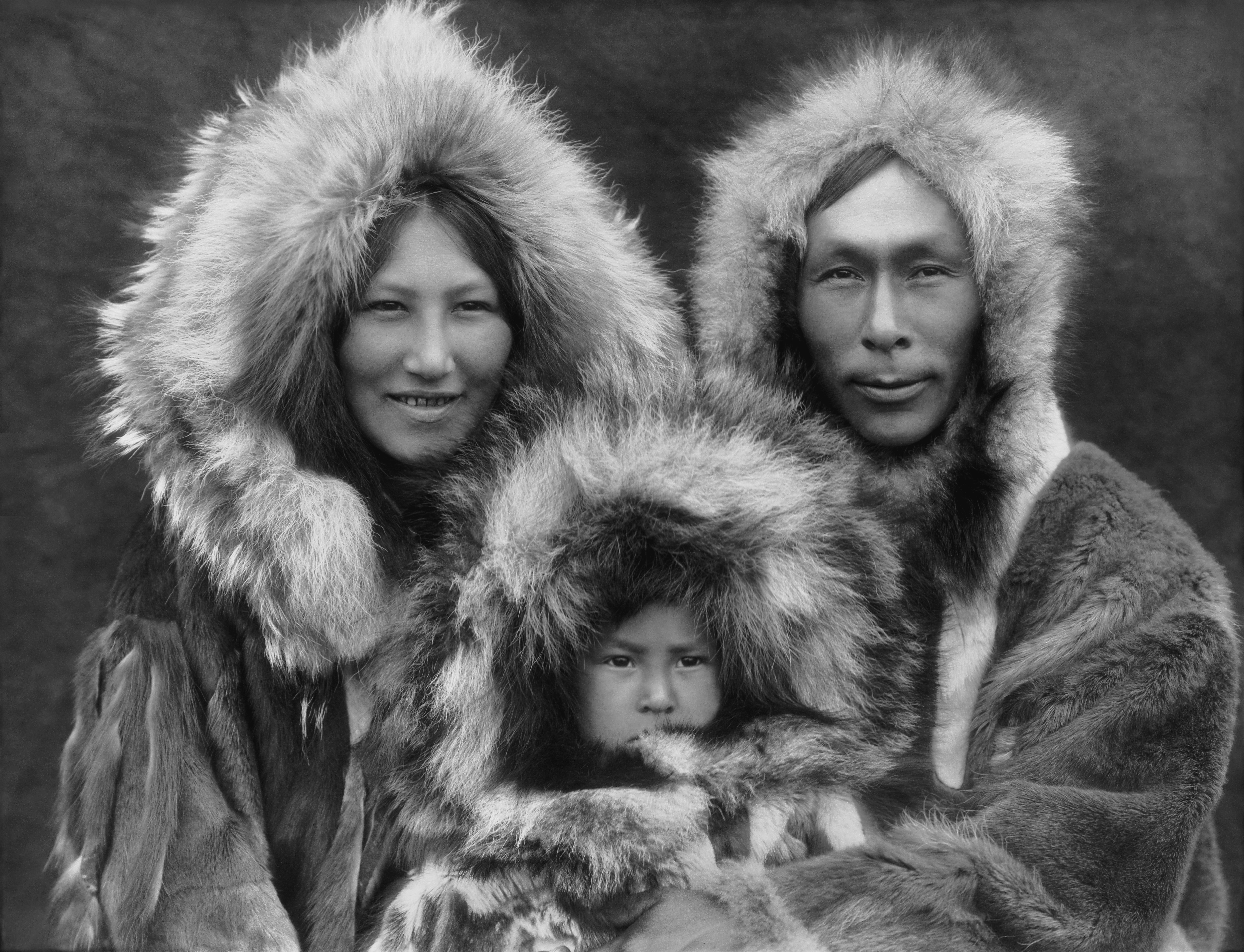
Els esquimals foren un dels pobles presos per Lewis Binford per establir comparacions amb el mosterià europeu mitjançant la «traduïbilitat»

D'altra banda, la nova arqueologia defineix els grups humans com a sistemes culturals complets i oberts, subjectes als estímuls del medi ambient. La cultura d'aquests grups té una sèrie d'elements immaterials i uns altres de materials; aquests últims són els que es conserven en els jaciments. Nodrint-se de les teories antropològiques socials, els processualistes divideixen cada sistema cultural en subsistemes (el nombre dels quals i concepció depèn de l'investigador) que abasten aspectes econòmics, tecnològics, psicològics, espirituals i organitzatius. Tots s'interrelacionen amb l'entorn, adaptant-se per assegurar la subsistència del grup.
Atès que en els jaciments només conservem restes de la cultura material, aquesta ha de ser estudiada com un reflex subsidiari de tot el sistema cultural. Per tant, l'enfocament de la seva anàlisi ha d'anar dirigit a assignar un paper a cada resta arqueològica, perquè representi cadascun dels subsistemes (traduïbilitat). D'aquesta manera, seria possible reconstruir els subsistemes desapareguts a partir de les petjades que deixen en la cultura material. Per a això, és a dir, per recuperar els aspectes immaterials, cal emprar la inferència antropològica. El problema és que aquest tipus de procediment inductiu és eficaç mentre que les restes són més completes, estan millor contextualitzades i, especialment, si són més recents. Quan el context és relativament complet, és factible inferir aspectes econòmics, socials, espirituals i, fins i tot, ideològics...
A Amèrica i Austràlia, a més de molts països del Tercer Món, s'ha mantingut una continuïtat cultural entre els primitius actuals, o indígenes, i els seus avantpassats prehistòrics. Això facilita la inferència i l'extrapolació etnològica. En canvi, a Europa hi ha un profund hiat (període sense sedimentació), sobretot, respecte a l'edat de pedra. Malgrat això, l'arqueologia processual ja ha calat en el Paleolític del vell Món al mateix temps que ha fracassat en la seva aplicació en jaciments complexos que abasten períodes històrics (clàssics, medievals, etc.). Però on les induccions analítiques han avançat ostensiblement és en la recerca dels períodes de la prehistòria posteriors a l'edat de pedra (no és el mateix aplicar el procediment a una sageta de l'ètnia hopi que a una fulla de llorer solutrià; però si parlem de la revolució neolítica, o del fenomen megalític, la cosa canvia).
Després de la inferència, és necessària la verificació. Aquí és on més crítiques ha rebut la nova arqueologia; perquè, encara que es postula com a seguidora de les ciències dures, els seus procediments de contrast d'hipòtesis són bastant febles. Realment es basen en l'anomenada teoria de nivell mitjà, desenvolupada per Binford i que, simplificant molt, es pot explicar com una extrapolació de les dades etnogràfiques a les arqueològiques. Després de dècades d'assajos, la realitat ha proporcionat alguns encerts, però s'ha demostrat que el procediment de Binford arriba a ser massa reduccionista en la majoria dels casos.

### L'arqueologia estructuralista: el paradigma de Leroi-Gourhan
El marxisme, des dels seus inicis, neix molt lligat a la creació d'una teoria d'alt nivell que expliqui l'evolució històrica. No és estrany, doncs, que hagi estat aplicat a la prehistòria. Els treballs de Marx amb prou feines feien referència als períodes primitius, tant per l'època en la qual els va escriure (a mitjan segle xix, amb prou feines se sabia res de les etapes preliteràries de la humanitat), com el lloc en el qual es va inspirar, el que millor coneixia, l'Europa de la Revolució industrial. No obstant això, Friedrich Engels va fer un intent d'apropar-se al món primitiu en el seu llibre L'origen de la família, la propietat privada i l'estat (1884). El seu acostament va ser merament especulatiu i amb escàs fonament. El seu interès és més testimonial que científic.
Sol dir-se que Gordon Childe és un dels primers arqueòlegs marxistes, però el seu marxisme és més ideològic i personal que epistemològic. En realitat, l'arqueologia marxista va començar a desenvolupar-se amb fonament després de la Segona Guerra Mundial, tant en països comunistes com capitalistes, especialment en França. Figures com W. Raczkowski a Polònia; el txec Robert Malina (establert als Estats Units), els russos Sergei A. Semenov o Lee S. Kleijn i el xinès Jia Lampo. D'origen occidental, Maurice Godelier, Marshall Sahlins (en la seva primera etapa) o Jonathan Friedman, són alguns dels seus principals representants.

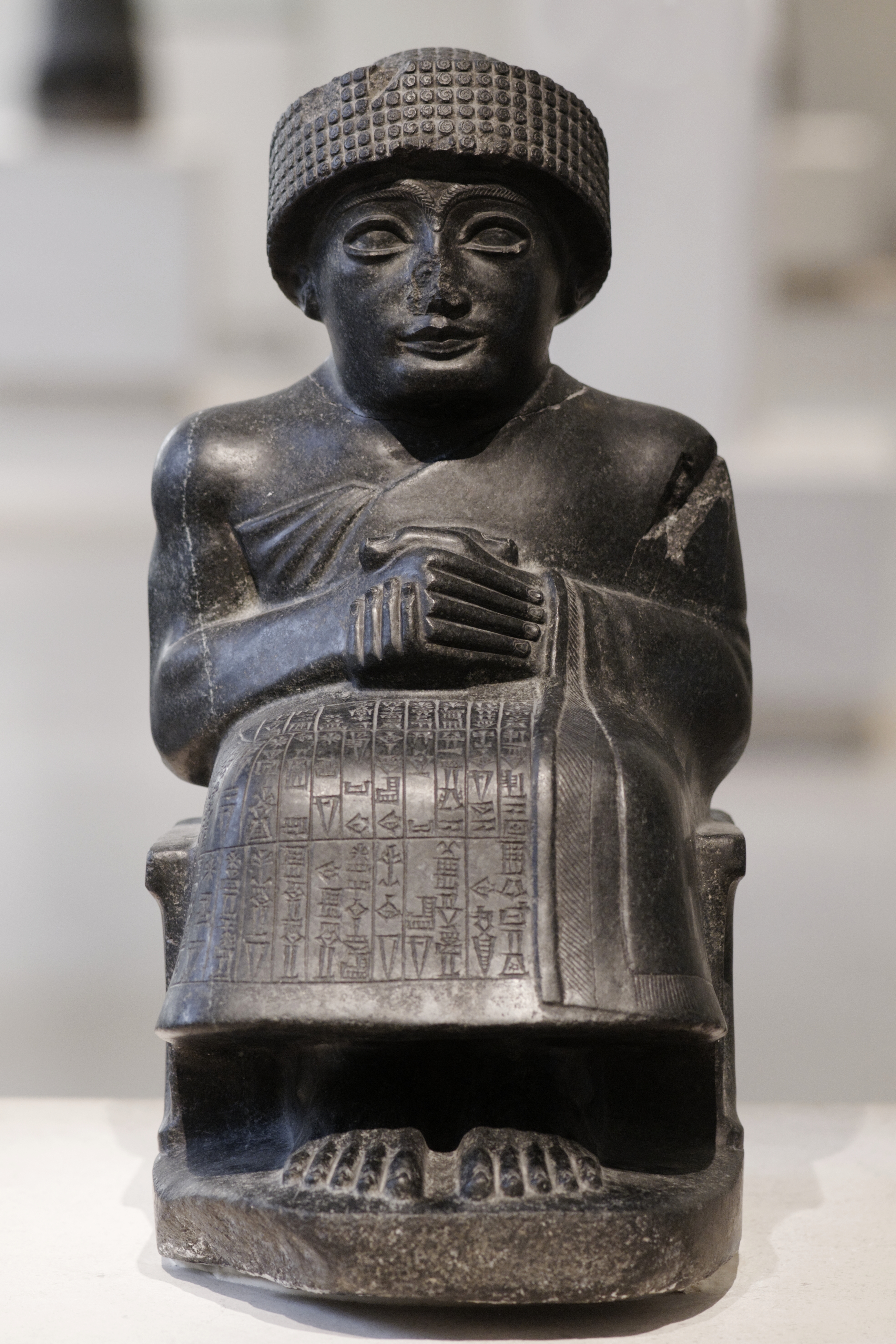
Estàtua sedent del príncep Gudea, patesi de la ciutat estat sumèria de Lagaix

```
                                         
Agricultura
   + 
Ramaderia

N        L                                \___________   ___________/
A        '                                            \ /
I                                                      |
X                                  Propietat col·lectiva—>Excedents de producció
E A                         \__________________   _______________________/
M        U                                            \ /
E        T                                             |
N        O                             Necessitat d'un control de l'excedent 
T        R                                       NEIX L'AUTORITAT
         I                                             |
         T                              Sorgiment de 
conflictes
 interns
A                                 /                           \
D        T                                /                             \
E                                    L'
autoritat
 es         La classe dominant 
                                    fa hereditària s'uneix
                                    \________________   ____________________/
                                                     \ /
                                                      |
 Mode de producció                            COMUNITAT DOMINADA
asiàtic (a partir de                                 |
     Godelier)                                  Classe explotada
```

Llurs principis fonamentals es basen, lògicament, en l'aplicació del materialisme històric: les formacions socials humanes tenen un ordre regit per les relacions de producció. Aquestes, en el seu conjunt, formen l'anomenada infraestructura de la societat. Doncs bé, la infraestructura estableix la consciència (psicologia) de l'ésser humà, la seva psicologia, la seva organització jeràrquica, jurídica i política, és a dir, la seva superestructura (i no a l'inrevés, com sostenien altres quadres teòrics sobre les societats humanes).
La poderosa influència de la infraestructura sobre la superestructura és fonamental, però no necessàriament determinista o mecanicista (tal concepte depèn de les diferents tendències dins del marxisme). D'altra banda, dins de la infraestructura, les relacions de producció són el més important, ja que, en el seu si, es desenvolupa la dialèctica, el conflicte intern que, comptat i debatut, és el motor de la història.
És a dir, els desequilibris, les asimetries, les crisis dins de les relacions socials de producció són les causes que provoquen els canvis, les innovacions, les regressions, la qual cosa sol denominar-se progrés. En una societat contemporània capitalista, la lluita de classes és el fenomen dialèctic que estimula els canvis històrics. Però en la prehistòria, els causants van ser-ne uns altres.
Tècnicament, per al paradigma marxista, durant la prehistòria hi ha dos grans episodis: el primer seria l'anomenat comunisme primitiu, el segon és la manera de producció asiàtica (tots dos separats pel que Gordon Childe va denominar revolució neolítica). Per als arqueòlegs marxistes, ha estat factible establir les causes de la dialèctica interna dins de les relacions de producció de la manera de producció asiàtica, ja que aquesta té indicadors tals com l'autoritat, la riquesa, la guerra, l'esclavitud i, comptat i debatut, l'explotació d'uns per d'altres.
El problema més gran al qual s'han enfrontat ha estat trobar el motor del canvi en el comunisme primitiu, puix aquest, generalment, ha estat vist com un sistema relativament estable i coherent. No obstant això, en les últimes dècades, nombrosos investigadors han aconseguit desbaratar la imatge idíl·lica que les societats primitives són harmòniques; al contrari, s'està veient que totes tenen contradiccions degudes a factors que fins ara havien estat difícils de percebre: la jerarquització per sexe i edat, la dualitat caça-recol·lecció (ja que la caça sol ser més prestigiada, però la recol·lecció és més constant i eficaç, amb la qual cosa realment s'estava plantejant ja, des del Paleolític una teoria del valor treball), els problemes d'integració social, la pròpia evolució biològica i la poderosa influència de l'ajustament ambiental que, al capdavall, es converteix en el  mitjà de producció per excel·lència.

### Arqueologia postprocessual
En els anys 80 en l'arqueologia anglosaxona, sorgí un nou moviment protagonitzat per Michael Shanks, Christopher Tilley, Daniel Miller i, sobretot, Ian Hodder. A causa que qüestionaven el processualisme o nova arqueologia i al fet que es basaven en pressupostos postmoderns, van rebre l'etiqueta d'arqueologia postprocessual. A diferència del processualisme, reneguen de la capacitat d'aconseguir veritats absolutes per mitjà del mètode científic, assegurant que cada investigador duu a terme el seu treball, no sols des d'un paradigma, sinó també fortament influït per les seves circumstàncies personals i la seva experiència vital i laboral. Per tant, neguen a l'arqueologia la capacitat de seguir el camí de les ciències dures.

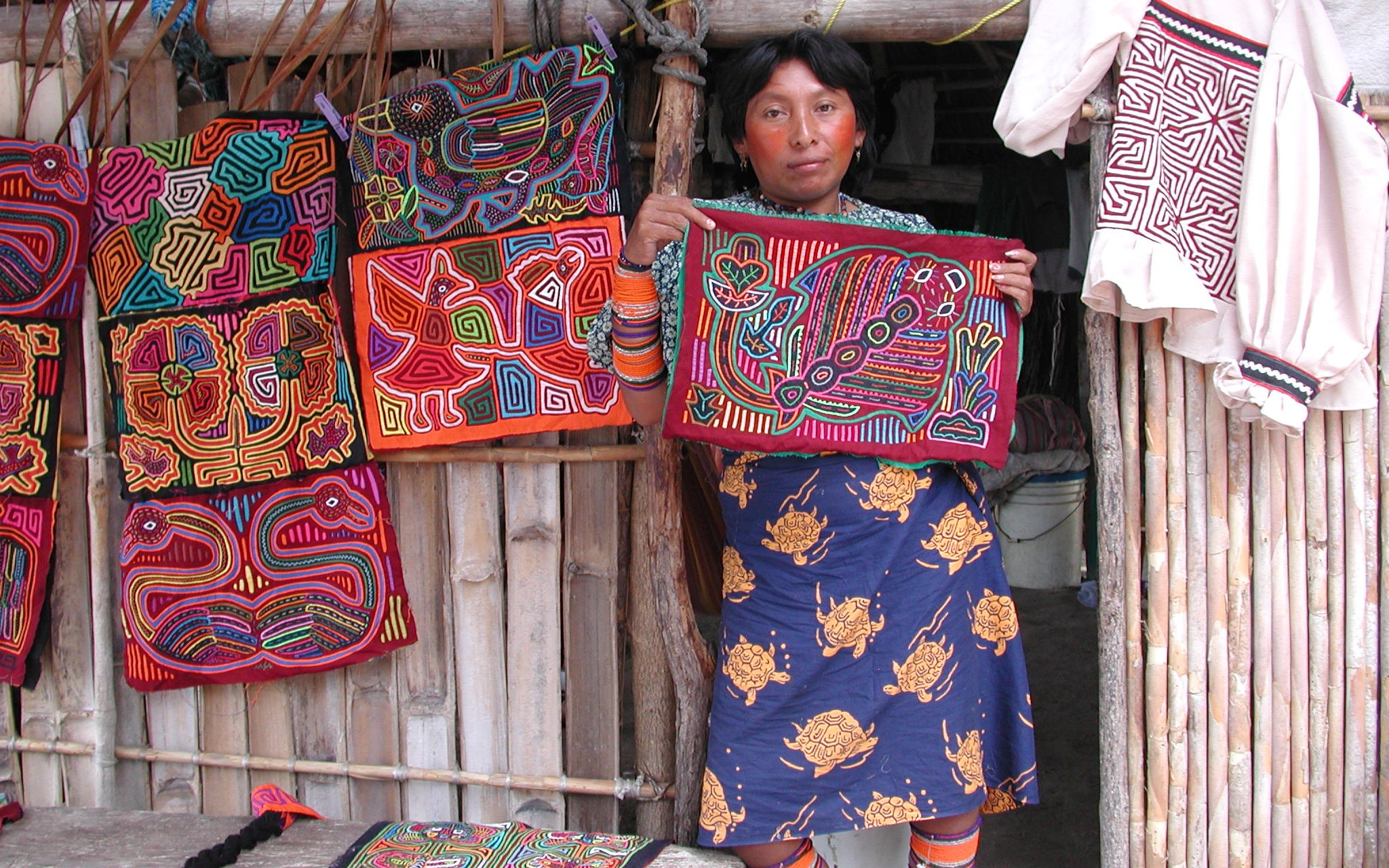
Una dona kuna junt als seus brodats típics o moles: un objecte el paper del qual, en l'actualitat, ja és difícilment interpretable: social, artístic, econòmic?

Efectivament, si considerem que en l'arqueologia de camp cada fenomen és singular, per més que comparteixi amb d'altres certs trets comuns i, sobretot, si acceptem que cada jaciment és únic, el seu estudi, la seva excavació mai pot ser equiparada a un experiment de laboratori, puix és un procés destructiu i irrepetible. L'arqueologia es converteix, llavors, en un procediment relatiu el mètode del qual no sols consisteix a analitzar les restes procedents d'una excavació, sinó també les actituds i opinions que suscita. Aquest enfocament és radicalment oposat al processualisme, ja que reconeix que cada membre de l'equip pot i ha de brindar la seva diferent interpretació dels fets, construint el passat intersubjectivament.
Quin benefici pot reportar això? En primer lloc, l'enriquiment del debat teòric, que s'estava esclerotitzant novament; en segon lloc, deixar pas a interpretacions alternatives que fins al present havien estat marginades per la jerarquia científica oficial impregnada de masclisme, academicisme, racisme, europeocentrisme o neocolonialisme; poden ser posats en dubte i discutits sense que hi hagi asimetries institucionals. Els postprocessualistes ataquen el mètode científic com un enfocament dictatorial imposat per Occident i que, de vegades, anteposa el progrés a la deontologia. La protecció del patrimoni cultural i arqueològic d'un poble, d'una regió, es converteix en una més de les seves finalitats. Els postprocessualistes defensen que la moral ha de controlar la ciència, fins i tot, que ha de servir-se'n per a aconseguir els seus objectius de justícia i igualtat.
Al marge del punt de vista ètic o crític, defensen la validesa de les ciències toves, com la història, i fins i tot neguen la suposada superioritat de les ciències mal anomenades exactes. Curiosament, els estudis postprocessualistes no manquen de mèrit científic. Paradoxalment, suggereixen que el protocol ha de seguir-se al més fidelment possible: els procediments científics han de ser respectats perquè l'experiència indica que el mètode permet avançar (no sempre en la direcció adequada). Encara que això no fa que s'elimini el relativisme: no accepten el falsacionisme popperià, es pot contrastar una hipòtesi favorablement moltes vegades i, per descomptat, no n'hi ha prou amb una negativa per refutar-la. Això no vol dir que tot valgui.
A causa del relativisme i la crítica de les jerarquies, el postprocessualisme és, sovint, una etiqueta que es col·loca a tot arqueòleg que es rebel·la contra el sistema. La qual cosa és un error, puix n'hi ha molts que segueixen paradigmes marxistes, feministes, en favor dels drets dels indígenes… A més, la llibertat interpretativa ha conduït multitud d'escoles locals, dins d'aquest paradigma, si bé, gairebé totes comparteixen un nou acostament a l'historicisme cultural (cautelós, això sí), gràcies que aquest disposa d'eines de treball de camp, per a períodes remots, més potents que el processualisme, més enfocat aquest a la interpretació teòrica i a l'etnologia, i no a la història.